# جری دیلی
جری دیلی (انگلیسی: Gerry Daly؛ زادهٔ ۳۰ آوریل ۱۹۵۴) یک بازیکن فوتبال اهل ایرلند است.
از باشگاه‌هایی که در آن بازی کرده‌است می‌توان به بیرمنگام سیتی، باشگاه فوتبال شروزبری تاون، دربی کانتی، منچستر یونایتد، لستر سیتی، باشگاه فوتبال کاونتری سیتی، باشگاه فوتبال دونکستر راورز، و استوک سیتی اشاره کرد.